# شان بیلی (بازیکن فوتبال)
شان بیلی (انگلیسی: Shaun Beeley؛ زادهٔ ۲۱ نوامبر ۱۹۸۸) بازیکن فوتبال اهل بریتانیا است.
از باشگاه‌هایی که در آن بازی کرده‌است می‌توان به باشگاه فوتبال سالفورد سیتی، باشگاه فوتبال مورکم، باشگاه فوتبال بری، باشگاه فوتبال بارو، باشگاه فوتبال ساوتپورت، و باشگاه فوتبال فلیتوود اشاره کرد.
وی همچنین در تیم ملی فوتبال England C بازی کرده‌است.